# Chris Andrews
Chris Andrews (Christopher Frederick Andrews), né le 15 octobre 1942 à Romford (Royaume-Uni), est un auteur-compositeur-interprète de schlager britannique.

## Carrière
En mars 1959, il fait ses débuts à la télévision britannique. En 1963-1964, ses chansons the first time et we are in love entrent dans les charts. Il écrit quelques chansons pour Sandie Shaw.

## Discographie/Singles
- Yesterday Man 1965
- To Whom It Concerns 1966
- Something On My Mind 1966
- Watcha Gonna Do Now 1966
- Stop That Girl 1966
- That's What She Said 1966
- I'll Walk To You 1967
- Hold On 1967
- Man With The Red Balloon 1968
- Pretty Belinda 1969
- Carol OK 1969
- Mit Unserem Glück Ist Alles Okay 1969
- Brown Eyes 1969
- Braune Augen Schau'n Mich An 1970
- Yo Yo 1970

## Liens
- http://www.chris-andrews.de/